# PCエンジンLT
PCエンジンLT（ピーシーエンジンエルティー）は、1991年12月13日に日本電気ホームエレクトロニクス（NECホームエレクトロニクス）から発売された家庭用ゲーム機。「LT」は「Laptop」の略称である。
日本電気ホームエレクトロニクスが発売したゲーム機、PCエンジンシリーズの一つで、メーカー希望小売価格は99,800円であり、同時代に発売された家庭用ゲーム機と比較して最も高価だった。

## ハードウェア
筐体は折り畳み形。上側に4インチTFT液晶という、当時としては高級な液晶画面を備える。下側にソフトを挿入するスロットや連射機能付きパッドが一体化されており、ゲームボーイアドバンスSPを大型化したような形状をしている。
画面が標準で備わっていることから携帯型に見えるが、バッテリーは内蔵しておらず、使用にはACアダプタまたは同梱の変換プラグで"Duoカーアダプタ PI-AD13"を利用する必要がある。
CD-ROM2には標準で、SUPER CD-ROM2には別売りのアダプタを利用することにより接続可。オートチューナー式のTVチューナー内蔵。外部入力端子を備えており、汎用モニターとして活用することも出来る。
ゲーム機としての機能も、PCエンジン及びコアグラフィックスと同等の性能・拡張性を備えているが、パッド端子の内部構造上の都合によりメモリーベース128・セーブくんにのみ対応していない。

## 仕様
- 外径
  - 縦135mm×横140mm×厚さ61mm
- 重量
  - 本体のみ約650g
- 表示部
  - 4インチ アクティブマトリクス駆動方式 カラー液晶画面（バックライト付き140,300画素）
- 音声出力
  - スピーカ：丸型（直径29mm）ダイナミックスピーカ
  - ヘッドホン端子：直径3.5mmステレオミニジャック
- 使用電源
  - ACアダプタ
- 消費電力
  - 9V
- 付属品
  - 専用ACアダプタ／取扱説明書一式

## 周辺機器
| 型番                    | 名称                           | 発売日         | 備考 |
| ----------------------- | ------------------------------ | -------------- | --- |
| PAD-127                 | ACアダプタ                     | 1991年12月13日 | PCエンジンLT用のACアダプタ。市販はされず、修理のみ対応。後に同人ハードとして同等品を購入できるようになった。 |
| PI-PD002 PI-PD06 PI-PD8 | ターボパッド                   | 1987年10月30日 | 別売。コアグラフィックス以降に付属のコントローラ。 |
| PI-PD003                | マルチタップ                   | 1987年10月30日 | パッドを5つまで接続できる純正機器。本体のみではパッドを1つしか接続できなかった弱点が逆に普及を促し、ファミコン以上に多人数同時プレイソフトを登場させることとなった。2人用や4人用のサードパーティ製のものもあった。                                            |
| CDR-30                  | CD-ROM2                        | 1988年12月4日  | PCエンジンのCD-ROMドライブ。 |
| IFU-30                  | インターフェースユニット       | 1988年12月4日  | CD-ROM2本体を構成するハードの内の一つ。 PCエンジンとCD-ROMドライブを繋ぐために使用され、AV出力端子およびCD-ROM2ソフトのセーブデータを保有する機能（容量は2KB、電源はコンデンサ）を持つ。                                                                      |
| PAD-123                 | ACアダプタ                     | 1988年12月4日  | CD-ROM2用ACアダプタ |
|                         | システムカード ver 1.0         |                | タイトル画面でI+II+右上+SELECT押下でバイナリエディタが立ち上がり、バックアップメモリを直接編集できる。 |
| PI-PD5                  | ターボパッドII                 | 1989年11月22日 | PCエンジンシャトルの形状に合わせたターボパッド。 |
|                         | システムカード ver 2.0         |                | エディタによるデバッグ機能は削除され、CD-G機能が追加されている。 |
|                         | システムカード ver 2.1         | 1990年7月6日   | スーパーシステムカード以降の物を除けば唯一別売りされたシステムカード。 |
| NAPD-1001               | アベニューパッド3              | 1991年1月31日  | 3ボタン操作のフォーゴットンワールドの発売に合わせて登場。IIIボタンはSELECTかRUNボタンのいずれかに設定して使用する。連射もできるのでRUNボタンに設定してスローモーション（ポーズの連射）をかけることも可能。                                                    |
| PI-AN5                  | AV接続ケーブル                 | 1991年9月21日  | LTのモニターにAV機器を接続する際に必要となる。 |
| PI-AN6                  | アンテナ整合器                 | 1991年9月21日  | LTモニター用アンテナ整合器。 |
| PI-AD13                 | カーアダプタ                   | 1991年9月21日  | 車用のアダプタ。付属の変換アダプタをつけることによって使用可能。 |
| PI-CD1                  | SUPER CD-ROM2                  | 1991年12月13日 | 上位規格のCD-ROM2システム。 |
| PAD-125                 | ACアダプタ                     | 1991年12月13日 | SUPER CD-ROM2用のACアダプタ。 |
| PI-SC1                  | スーパーシステムカード ver 3.0 | 1991年10月26日 | CD-ROM2専用。HuCARDスロットに挿入することでSUPER CD-ROM2へアップグレードされる。SUPER CD-ROM2システム対応のソフトを遊ぶためには必須となる。 |
| PI-AD18                 | SUPER ROM2アダプター           | 1992年3月      | PCエンジンLTをSUPER CD-ROM2と接続する際に必須になるアダプタ。特に意味は無いもののRAU-30と同時に使用することも出来る。 |
| PI-PD11                 | コードレスマルチタップ         | 1992年12月18日 | PCエンジンDuoに合わせたデザインの純正品。パッド信号を赤外線で伝達することでコントローラのコードレス化を実現。コードレスマルチタップ自体はPCエンジン本体のパッド端子に接続する。コードレスパッドを5本揃えれば5人同時プレイ可能である。受信可能距離は約3mまで。 |
| PI-PD12                 | コードレスパッド               | 1992年12月18日 | コードレスマルチタップ用のパッド。単四乾電池が4本必要。 |
| NAPD-1002               | アベニューパッド6              | 1993年5月28日  | 6ボタンパッド。『ストリートファイターII』の移植に対応する形で登場。 |
| PCE-AC2                 | アーケードカードPRO            | 1994年3月12日  | CD-ROM2専用のアーケードカード。DRAMが内蔵されていること以外はスーパーシステムカードと同機能であり、スーパーシステムカードと同様に下部にT字状の補強カバーがある。                                                                                              |
| PCE-AC1                 | アーケードカードDUO            | 1994年3月12日  | PCエンジンDuo系の機種やSUPER CD-ROM2用のアーケードカード。 |
| PCE-TP1                 | アーケードパッド6              | 1994年6月25日  | 6ボタンパッド。PC-FXの標準パッドとデザインがほぼ同じ。 |

## その他
- 2020年4月上旬にコロンバスサークルより無改造でポータブル化できる外付け液晶ディスプレイが発売[4]。これによって安価にPCエンジンLTを再現することが可能になった。
- 1987年10月に開催された「'87エレクトロニクスショー」では、CD-ROM2システムのインターフェースユニット左側のCD-ROMドライブが収まる部分に液晶テレビが接続されているものが参考出品として展示されていた。